# Dicranoloma dicarpoides
Dicranoloma dicarpoides är en bladmossart som beskrevs av Brotherus och Jean Édouard Gabriel Narcisse Paris 1911. Dicranoloma dicarpoides ingår i släktet Dicranoloma och familjen Dicranaceae. Inga underarter finns listade i Catalogue of Life.